# 喬羅格爾拉鄉
44°27′N 25°53′E / 44.450°N 25.883°E
喬羅格爾拉鄉（羅馬尼亞語：Comuna Ciorogârla, Ilfov），是羅馬尼亞的鄉份，位於該國南部，由伊爾福夫縣負責管轄，面積35平方公里，海拔高度96米，2007年人口4,888，人口密度每平方公里141人。